# حديقة ثقب المفتاح

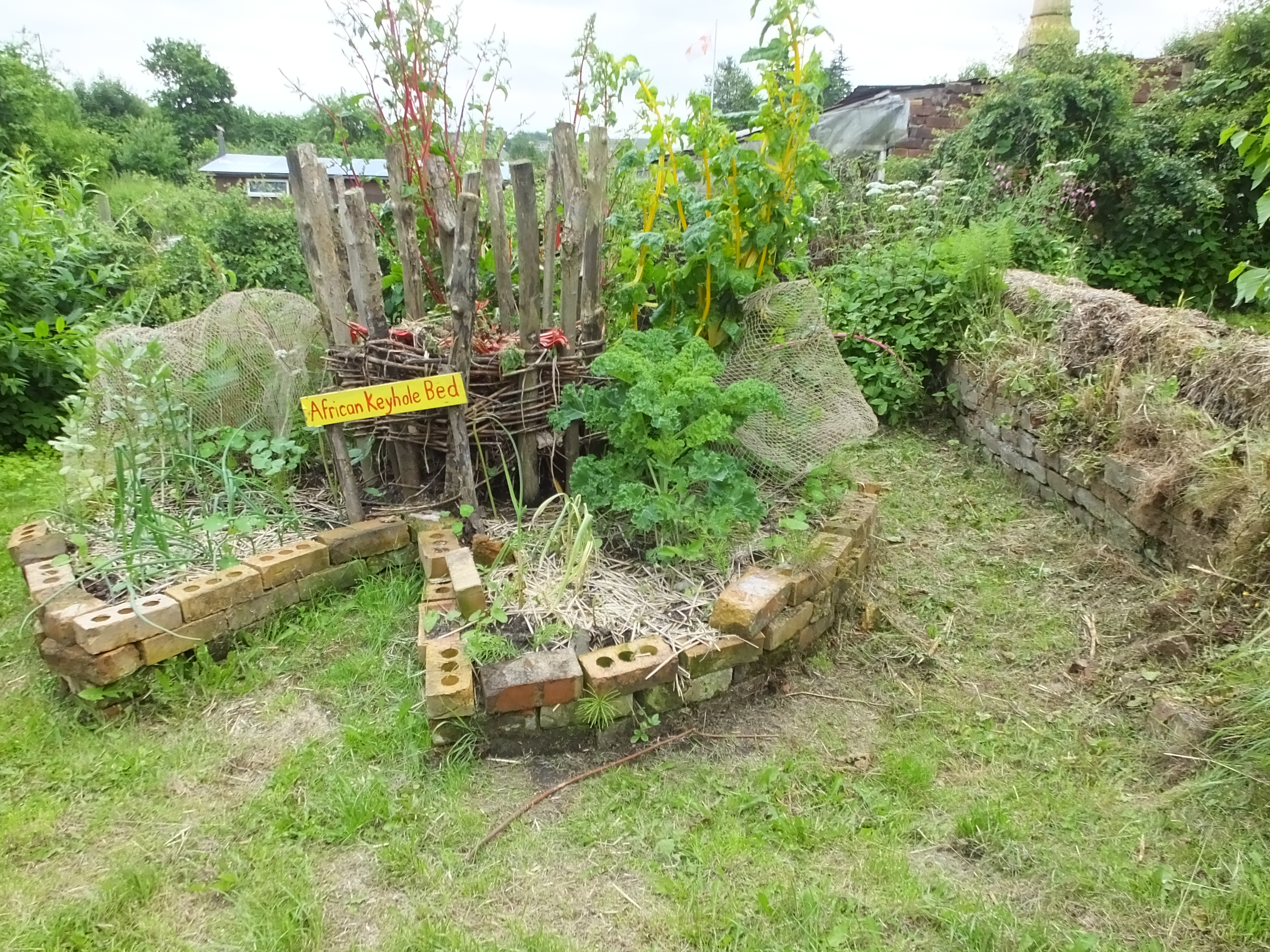
حديقة ثقب المفتاح في شارع آن

حديقة ثقب المفتاح هي حديقة مرتفعه دائرية بعرض 2 متر مع مسافة فارغة على شكل ثقب المفتاح على شكل جانب واحد. المسافات الفارغة تسمح للمزارعين بإضافة بقايا قصاصات (بقايا) الخضروات الغير مطبوخة، والمياة الرمادية (هي كل المياة العادية المتولدة من المنازل بأستثناء مستة الصرف الصحي) والسماد الي سلة التسميد التي تقع في وسط الحديقة. وبهذه الطريقة، يمكن إضافة مواد التسميد الي السلة طوال موسم النمو لتوفير العناصر الغذائية للنباتات. الطبقة العليا من التربة توضع فوق السلة المركزية حتي تنحدر التربة بلطف من الوسط الي الجانبين. بعض حدائق ثقب المفتاح ترتفع حوالي متر فوق الأرض ولها جدار مصنوعة من الحجر. الجدار الحجري لا يعطي شكلها فقط، ولكن يساعد علي احتجاز الرطوبة بداخله.
حدائق ثقب المفتاح نشأت في «ليسوتو» وتتكيف بشكل جيد مع الأراضي الجافة والصحاري. في افريقيا يتم وضعهم بالقرب من المطبخ ويستخدمونها في رفع الخضروات الورقية مثل الخس واللفت والسبانخ؛ والمحاصيل الجذرية مثل البصل والثوم والجزر والبنجر. تعتبر حدائق ثقب المفتاح مثالية للزراعة المكثفة، وهي تقنية يتم فيها وضع النباتات بالقرب من بعضهم البعض لزيادة الإنتاج. النباتات ذات جذور واسعة مثل الطماطم والكوسة قد لا تعمل بشكل جيد في حديقة ثقب المفتاح. تم تطوير حديقة ثقب المفتاح في ليسوتو (دولة في جنوب افريقيا) بواسطة تحالف الأمن الغذائي الطارئ لجنوب افريقيا (C-safe)، علي أساس التصميم الذي نشأ مع منظمة «كير» في زيمبابوي. في منتصف التسعينات، كانت ليسوتو واحدة من أعلي معدلات الإصابة بفيروس نقص المناعة البشرية «الإيدز» في العالم. صمم تحالف الأمن الغذائي الطارئ لجنوب افريقيا حديقة ثقب المفتاح للأشخاص الذين عانوا من الإيدز أو كانوا غير قادرين على الاتجاة إلى حديقة اخري. فهي طويلة بما يكفي بحيث لا يضطر الناس إلي الانحناء اثناء عملهم؛ قوية بما يكفي بحيث يمكن للشخص الضعيف أن يتكئ عليها أثناء عمله؛ وهي صغيرة بما يكفي بحيث يكون السرير بأكمله في متناول اليد. تم بناء الحديقة باستخدام طبقات من السماد، والسماد ورماد الخشب وغيرها من المواد الغنية بالمغذيات حتي تكون أكثر إنتاجية من معظم الحدائق المنزلية؛ ويحتفظون بالماء مما يجعل هذه الطبقات مقاومة للجفاف. الحوائط يمكن أن تصنع من احجار مشتركة يتم التقاطها من حقل أو حطام الطوب أو الطوب الّلبن أو أي مادة قوية بما يكفي لحملها في التربة. المياة النظيفة تٌستخدم عند سقي النباتات علي السطح، بينما تصب المياة الرمادية المنزلية في سلة السماد.
في حين تم تصميمها للأشخاص الذين كانوا مرضي لتميل الي حديقة تقليدية، لأنها كانت منتجة جداً، الناس ذو صحة جيدة قاموا ببناء حديقة المطبخ لهم. هنا يمكن للعائلة زراعة محاصيلها ذات قيمة القيمة العالية باستخدام زراعة الخلاطة (تشير زراعة الخلاطة إلي العديد من الطرق الزراعية الي تزيد من توافر المحاصيل خلال موسم النمو من خلال الاستخدام الفعال للمساخة والتوقيت). في النهاية ساعد تحالف الأمن الغذائي الطارئ لجنوب افريقيا في بناء أكثر من 20,000 حديقة من حدائق ثقب المفتاح، وعندما عادوا بعد عامين، كان أكثر من %90 منهم لا يزالون قيد الأستخدام. توجد حدائق ثقب المفتاح اليوم في العديد من الاماكن في جميع أنحاء أفريقيا، بما في ذلك إثيوبيا ورواندا وكينيا والسودان ونيجيريا.
وقد بُنيت حدائق ثقب المفتاح علي الطراز الأفريقي في ولاية تكساس وأماكن اخري في الولايات المتحدة. وقد وضعت جمعية تكساس ماستر جاردنرز العديد من ورش العمل للترويج لها. لقد قاموا بتعديل التصميم الأساسي، بعد أن تم توحيده علي سرير بعرض 6 اقدام مع أنبوب 12 بوصة مصنوع من أسيجه الأرانب أو سلك الدجاج لسلة السماد. من الشائع في ولاية تكساس إضافة الديدان المتذبذبة الحمراء الي سلة السماد للمساعدة في تكسير المادة العضوية.
كما يستخدم مصطلح «حديقة ثقب المفتاح» في الزراعة الدائمة لوصف سرير الحديقة الذي تم وضعه بمسار واحد أو أكثر سدوداً بدلاً من الاستمرار من خلاله، وذلك من أجل تقليل مساحة المسارات. غالباً ما تكون حدائق ثقب المفتاح للزراعة الدائمة أوسع وأكثر إتساعاً من الصنف الأفريقي، ولا تتضمن عموماً بسة السماد أو كومة سماد بنيت في السرير. ويشار إلي السرائر الطويلة التي تشمل السماد بإنها «دوائر موز» من قبل صناعيين مستديمين.